# Zhaowang
Król Zhao (chiński: 周昭王, pinyin: Zhōu Zhāowáng) – czwarty król dynastii Zhou; rządził w latach 977/975–957 p.n.e.
Król Kang odniósł wielkie sukcesy w swoich kampaniach na północy. Jego syn, Zhao postanowił powtórzyć wyczyn, zwracając się jednak na południe, by rozszerzyć tam wpływy państwa Zhou. Wyprawa przeciw państwu Chu jest wspomniana w wielu inskrypcjach na brązach, co pozwala domniemywać, że władca liczył na sukces. Zamiast tego poniósł pierwszą wielką porażkę w historii Zhou: w rzece Han miało utonąć „sześć armii” i sam król, co złamało potęgę militarną państwa.
Następcą został jego syn, Muwang.